# Air Turquoise
Air Turquoise — французька бюджетна авіакомпанія, заснована 21 червня 2005 року. У зв'язку з фінансовими труднощами припинила свої операції 19 липня 2006.

## Історія
Компанія була заснована 21 червня 2005 року і спочатку базувалася в аеропорту Реймса, згодом перемістившись в Аеропорт Шарлі Ватрі (Ватрі, департамент Марна). У зв'язку з фінансовими труднощами компанія припинила перевезення 19 липня 2006 року. Станом на 31 липня компанія зберігала статус діючого перевізника в надії знайти нових інвесторів, проте вже 2 серпня 2006 року була ліквідована.

## Флот
Флот компанії складався з одного літака ATR 42 (D-BRRR), що належав компанії Eurowings, орендованого у Contact Air.

## Напрямки переводзок
Основними напрямками перевезень Air Turquoise були:
- Лондон;
- Марсель;
- Бордо;
- Ніцца;
- Реймс;
- Тулуза.